# Monique Limousin
Monique Noëlie Limousin, coniugata James (Parigi, 7 giugno 1930 – Parigi, 25 agosto 2011), è stata una cestista francese.

## Carriera
Con la Francia ha disputato i Campionati europei del 1952.